# Dolichopeza (Dolichopeza) queenslandica
Dolichopeza (Dolichopeza) queenslandica is een tweevleugelige uit de familie langpootmuggen (Tipulidae). De soort komt voor in het Australaziatisch gebied.